# Mango de Idaho
El Mango de Idaho (en inglés, Idaho Panhandle) es la región más norteña del estado de Idaho en los Estados Unidos. Está formado por diez condados: Benewah, Bonner, Boundary, Clearwater, Idaho, Kootenai, Latah, Lewis, Nez Perce y Shoshone. Los residentes de la región se refieren a la misma como Idaho del Norte (en inglés, North Idaho). La parte sur de esta región, desde Moscow al sur, es conocida como North Central Idaho (en español, Centro-Norte de Idaho). El corredor geográfico limita al oeste con el estado de Washington, al este con Montana y al norte con la provincia canadiense de Columbia Británica.
Coeur d'Alene es la ciudad más grande dentro del mango de Idaho; sin embargo, la aledaña ciudad de Spokane es la ciudad más grande de la región y en donde se encuentra el aeropuerto regional, el Aeropuerto Internacional de Spokane. Otras ciudades importantes incluyen a Lewiston, Moscú (en donde se encuentra la Universidad de Idaho), Post Falls, Hayden, Sandpoint, y las localidades más pequeñas de St. Maries y Bonners Ferry. Al este de Coeur d'Alene está Silver Valley, el cual sigue la misma dirección de la carretera interestatal 90 hasta la frontera con Montana.
La región cubre un área de 54 422,5 km², o 25,49 por ciento del territorio de Idaho; también cuenta con 839 km² que forman cuerpos de agua. La población estimada del mango de Idaho según el censo del año 2010 es de 317.751 habitantes, o 20,3% de la población total del estado de 1 567 582 habitantes.
La zona horaria de la región al norte del río Salmón es el Tiempo del Pacífico, mientras que la parte sur del condado de Idaho utiliza el Tiempo de la Montaña. Aunque el corredor geográfico está en la misma longitud que el resto del estado, las razones por el uso de una zona horaria diferente son 1) el centro de transporte de la región está en Spokane, Washington, y 2) hay muchos pueblos y ciudades entre Washington y Idaho que están conectados, siendo Coeur d'Alene/Post Falls con Spokane los más importantes, además de Clarkston con Lewiston/Moscú. A diferencia de la frontera entre Idaho y Montana, con consiste de una larga cadena montañosa, y gran parte de la frontera entre Idaho y Oregón, la cual está definida por el Río Snake, no existe una frontera natural que separe a Idaho de Washington. El mango está aislado del sur de Idaho debido a la distancia y las cordilleras que van de este a oeste que dividen al estado en forma natural. El paso de vehículos era trabajoso hasta que se realizaron mejoras significativas a la ruta 95 en la zona del Centro-Norte de Idaho entre 1965-95. Si la frontera se hubiese definido hoy en día, el mango de Idaho probablemente hubiese sido parte de Washington debido a la geografía local. El reconocimiento de esta separación ha hecho que el gobierno de Idaho lleve a cabo esfuerzos significativos para convertir a la ruta 95 en una autopista de varios carriles para conectar al norte del estado.
La Automobile Association of America (AAA) separa a Idaho en dos partes, en donde el mango es parte de AAA Washington y la parte sur del estado es parte de AAA Oregon/Idaho.